# Lago Mungo

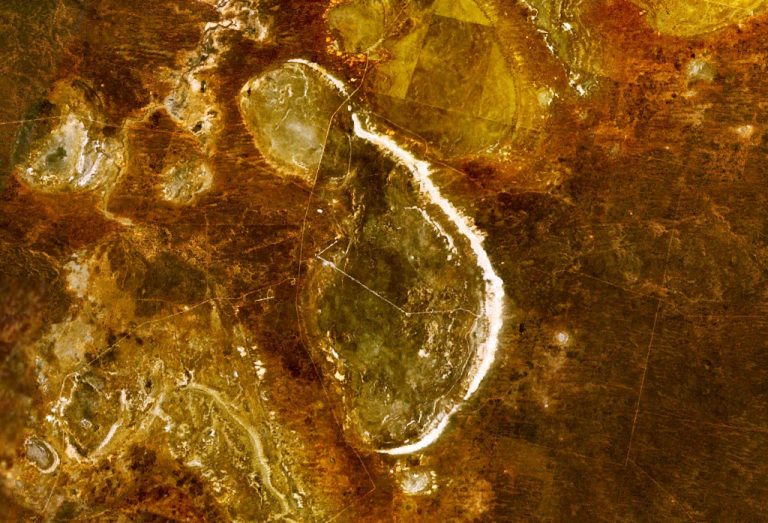
Imágenes del lago Mungo tomadas por Landsat 7. La línea blanca que define la costa este del lago es la duna de arena, o lunette, donde se ha encontrado la mayoría de material arqueológico.

El lago Mungo es un lago seco en la zona sudoeste de Nueva Gales del Sur, Australia. Se encuentra a unos 760 km al oeste de Sídney y 90 km al noreste de Mildura. El lago es el elemento principal del Parque nacional Mungo, y uno de los diecisiete lagos en la Región de los Lagos Willandra que es un sitio Patrimonio de la Humanidad. En el lago se han realizado una serie de importantes hallazgos arqueológicos, entre los más destacados el descubrimiento del hombre de Mungo, los restos humanos más antiguos encontrados en Australia y la dama de Mungo, a su vez, los más antiguos del mundo que hayan sido cremados en un ritual. Es también la ubicación de la Excursión geomagnética del lago Mungo, la primera evidencia convincente que las excursiones geomagnéticas son fenómenos geomagnéticos en vez de tener un origen sedimentológico.